# Campionati europei di 49er & 49er FX 2014
I Campionati europei di 49er & 49er FX 2014 si sono svolti a Helsinki, in Finlandia, dall'8 al 13 luglio.

## Podi
| Evento  | Oro                                              | Argento                                     | Bronzo                                |
| 49er    | Germania Erik Heil Thomas Plößel                 | Regno Unito Dylan Fletcher-Scott Alain Sign | Danimarca Jonas Warrer Anders Thomsen |
| 49er FX | Danimarca Ida Baad Nielsen Marie Thusgaard Olsen | Danimarca Jena Hansen Katja Salskov-Iversen | Germania Leonie Meyer Elena Stoffers  |

## Medagliere
| Posiz. | Nazione     | Oro | Argento | Bronzo | Totale |
| ------ | ----------- | --- | ------- | ------ | ------ |
| 1      | Danimarca   | 1   | 1       | 1      | 3      |
| 2      | Germania    | 1   | 0       | 1      | 2      |
| 3      | Regno Unito | 0   | 1       | 0      | 1      |
| Totale | Totale      | 2   | 2       | 2      | 6      |